# Jörg Asmussen
Jörg Asmussen (n. 31 octombrie 1966, Flensburg, Republica Federală Germania, Germania) este un economist și membru a partidului SPD. Din 1 ianuarie 2012 este membru în Comitetul executiv al Băncii Centrale Europene.
Între 2008 - 2011 a fost secretar de stat la Ministerul Federal al Finanțelor din Germania.

## Alte funcții
- Deutsche Bahn ( până în noiembrie 2009)
- Membru al Consiliului de supraveghere al Deutsche Telekom AG (până 2011)
- Deutsche Postbank AG (până 2008)
- Euler Hermes Kreditversicherungs AG (până 2008)
- IKB Deutsche Industriebank (până 2008)